# Lonchorhina inusitata
Lonchorhine de Guyane
Espèce
Répartition géographique
Statut de conservation UICN

 DD  : Données insuffisantes
Lonchorhina inusitata est une espèce sud-américaine de chauves-souris de la famille des Phyllostomidae.

## Description
Lonchorhina inusitata a une longueur totale comprise entre 119 et 132 mm, la longueur de l'avant-bras entre 52,4 et 56,8 mm, la longueur des pattes postérieures de 14 à 18 mm, la longueur de la queue entre 56 et 67 mm et un poids allant jusqu'à 16,5 g.
Les parties dorsales sont brun foncé, tandis que les parties ventrales sont plus claires. Le museau est court, avec une feuille nasale lancéolée très longue (27 mm), couverte de poils, traversée par une crête longitudinale et comportant deux fosses à la base entourant les narines, entourées d'excroissances charnues. Il y a un coussinet charnu triangulaire et lisse sur la lèvre inférieure, tandis que la lèvre supérieure est couverte de petites verrues. Les oreilles sont très grandes, larges et pointues, avec le bord antérieur qui s'incurve à la base pour se rejoindre au-dessus du museau. Un lobe charnu se situe à l'ouverture du conduit auditif et est capable de le fermer complètement. Le tragus mesure environ la moitié de la longueur de l'oreille de 30 à 37 mm, est pointu et présente deux creux à la base du bord postérieur. Les ailes sont fixées à l'arrière de la cheville. La queue est longue et entièrement incluse dans la grande membrane interfémorale. Le calcar est à peu près aussi long que le pied. Les membres inférieurs sont allongés.

## Répartition
Lonchorhina inusitata est présente dans le sud et l'est du Venezuela, au Guyana, dans l'ouest du Suriname, au centre de la Guyane et dans l'État brésilien de Rondônia, à l'est de ce pays.
Elle vit dans les forêts primaires et secondaires. Elle est souvent associée à des masses granitiques et à d’autres formations rocheuses similaires, jusqu'à 400 m d'altitude.

## Comportement

### Habitation
Lonchorhina inusitata se réfugie dans les grottes en colonies pouvant accueillir jusqu'à 500 individus, partageant avec d'autres espèces comme Phyllostomus latifolius, Carollia perspicillata, Peropteryx macrotis. On la trouve à proximité des cours d'eau et des plans d'eau.

### Alimentation
Lonchorhina inusitata se nourrit d'insectes collectés sur la végétation comme les araignées, les papillons nocturnes et les moustiques.

### Reproduction
Des femelles en lactation furent capturées en novembre, tandis que d'autres étaient en post-lactation en octobre.

## Classification
Le nom valide complet (avec auteur) de ce taxon est Lonchorhina inusitata Handley (d) & Ochoa (d), 1997.
Lonchorhina inusitata a pour synonyme :
- Lonchorhina marinkellei Hernandez-Camacho & Cadenas, 1978.

Ce taxon porte en français le nom vernaculaire ou normalisé suivant : Lonchorhine de Guyane.